# 埃爾韋西亞

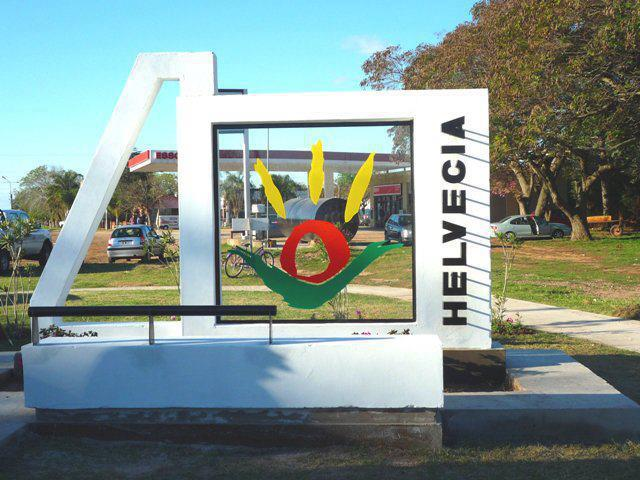
埃爾韋西亞

埃爾韋西亞（西班牙語：Helvecia），是阿根廷的城鎮，位於該國東北部聖大非省，是加賴縣的首府，距離聖菲94公里，始建於1865年，面積1,414平方公里，海拔高度7米，2001年人口約8,500。